# Czas atlantycki
Czas atlantycki (ang. Atlantic (Standard) Time, AT, AST) – strefa czasowa, odpowiadająca czasowi słonecznemu południka 60°W, który różni się o 4 godziny od uniwersalnego czasu koordynowanego (UTC-04:00).
W strefie znajduje się wyłącznie Kanada (prowincje Nowa Szkocja, Nowy Brunszwik i Wyspa Księcia Edwarda, wschodnia część prowincji Quebec, oraz część prowincji Nowa Fundlandia i Labrador: Labrador bez południowo-wschodniego wybrzeża).
W okresie letnim na całym obszarze z wyjątkiem wschodniej części prowincji Quebec czas standardowy zastępowany jest czasem letnim (Atlantic Daylight Time, ADT) przesuniętym o jedną godzinę (UTC-3).